# 1928年全仏選手権 (テニス)
1928年 全仏選手権（1928ねんぜんふつせんしゅけん、Internationaux de France de Roland-Garros 1928）に関する記事。フランス・パリにある「スタッド・ローラン・ギャロス」にて開催。

## 大会の流れ
- 男子シングルスは「70名」の選手による7回戦制で行われ、シード選手は16名であった。6人の選手を絞り落とすため、1回戦は6試合を実施し、他の58名は2回戦から出場した（シード選手は含まず）。男子のシード選手が初戦敗退の場合は「2回戦＝初戦」と表記する。
- 女子シングルスは「43名」の選手による6回戦制で行われ、シード選手は8名であった。1回戦は11試合を実施し（第5・第6シードを含む）、他の21名は2回戦から出場した。他のシード選手が初戦敗退の場合は「2回戦＝初戦」と表記する。

## シード選手

### 男子シングルス
1. ルネ・ラコステ　（準優勝）
2. フランシス・ハンター　（4回戦）
3. エドゥアルド・ボロトラ　（3回戦）
4. モハメド・スリーム　（4回戦）
5. コリン・グレゴリー　（3回戦）
6. ヘンドリク・ティマー　（2回戦＝初戦）
7. ロナルド・ボイド　（ベスト8）
8. ジャック・クロフォード　（ベスト8）
9. ナイジェル・シャープ　（3回戦）
10. ノーマン・ブルックス　（2回戦＝初戦）
11. ジェラルド・パターソン　（4回戦）
12. ギレルモ・ロブソン　（4回戦）
13. ジャック・ブルニョン　（ベスト8）
14. ハリー・ホップマン　（2回戦＝初戦）
15. アンリ・コシェ　（優勝、2年ぶり2度目：国際大会化後）
16. フランツ・マテイカ　（4回戦）

### 女子シングルス
1. ヘレン・ウィルス　（初優勝）
2. スザンヌ・ディーブ　（2回戦＝初戦）
3. コルネリア・ボウマン　（ベスト4）
4. ダフネ・アクハースト　（ベスト8）
5. エリザベス・マックレディ　（2回戦）
6. リリ・デ・アルバレス　（1回戦）
7. マルグリット・ブロクディス　（3回戦）
8. アイリーン・ベネット　（準優勝）

## 大会経過

### 男子シングルス
準々決勝
- ルネ・ラコステ vs.  ジャック・クロフォード　6-0, 6-1, 7-5
- ジョン・ホークス vs.  ジャック・ブルニョン　4-6, 3-6, 6-3, 6-3, 6-4
- ジャン・ボロトラ vs.  クリスチャン・ボッサス　6-1, 3-6, 7-5, 6-3
- アンリ・コシェ vs.  ロナルド・ボイド　7-5, 6-4, 6-2

準決勝
- ルネ・ラコステ vs.  ジョン・ホークス　6-2, 6-4, 6-1
- アンリ・コシェ vs.  ジャン・ボロトラ　6-3, 2-6, 7-5, 6-4

### 女子シングルス
準々決勝
- ヘレン・ウィルス vs.  ロリン・コカーク　6-2, 6-0
- クリストベル・ハーディー vs.  ダフネ・アクハースト　10-8, 6-2
- コルネリア・ボウマン vs.  ジャンヌ・ボサール　6-0, 6-0
- アイリーン・ベネット vs.  ペネロペ・アンダーソン　6-3, 7-9, 7-5

準決勝
- ヘレン・ウィルス vs.  クリストベル・ハーディー　6-1, 6-1
- アイリーン・ベネット vs.  コルネリア・ボウマン　6-2, 8-6

## 決勝戦の結果
- 男子シングルス： アンリ・コシェ vs.  ルネ・ラコステ　5-7, 6-3, 6-1, 6-3
- 女子シングルス： ヘレン・ウィルス vs.  アイリーン・ベネット　6-1, 6-2
- 男子ダブルス： ジャン・ボロトラ＆ ジャック・ブルニョン vs.  アンリ・コシェ＆ ルネ・ド・ブゼレー　6-4, 3-6, 6-2, 3-6, 6-4
- 女子ダブルス： アイリーン・ベネット＆ フィービ・ワトソン vs.  スザンヌ・ディーブ＆ シルビア・ラフォリー　6-0, 6-2
- 混合ダブルス： アンリ・コシェ＆ アイリーン・ベネット vs.  フランシス・ハンター＆ ヘレン・ウィルス　3-6, 6-3, 6-3